# Eric Froelich
Eric Froelich (auch Erich Froelich; * 3. Mai 1937 in Einbeck als Udo Fröhlich; † 10. Februar 2023 in Vancouver) war ein deutsch-kanadischer Wrestler.

## Leben
1956 verließ Eric Froelich Deutschland und wanderte nach Kanada aus, um dem Wehrdienst zu entgehen. In Deutschland hatte er eine Ausbildung als Elektriker abgeschlossen, doch in Vancouver, British Columbia, begann er mit dem professionellen Wrestling. Zunächst setzte er dort jedoch sein  Turntraining fort.  Durch dieses hatte er einen durchtrainierten Körper, der ihn zusammen mit seiner außergewöhnlichen Athletik zu einem natürlichen Talent im Ring machte. Der erfahrene Wrestler und Promoter Rod Fenton erkannte sein Potenzial und nahm ihn unter seine Fittiche.
Fenton änderte den Namen von Udo, das ihm zu sehr nach „Judo“ klang zu „Eric“, zeitweise auch Erich und amerikanisierte seinen Nachnamen. Unter Fentons Anleitung entwickelte sich Froelich zu einem technisch versierten Kämpfer. In einer Szene, in der manche Wrestler sich zur besseren Vermarktung als Deutsche ausgaben, war es für ihn von Vorteil, tatsächlich Deutscher zu sein. er war auch einer der wenigen deutschen Wrestler, die zu den Publikumslieblingen (Faces) zählten. In Texas trat er auch als Eric Rommel auf.
Froelich betrat die Wrestling-Bühne im Jahr 1960 und machte sich schnell einen Namen, nicht nur durch seine athletischen Fähigkeiten, sondern auch durch seinen einzigartigen Stil. Seine gymnastische Vergangenheit verlieh ihm außergewöhnliche Beweglichkeit, die er spektakulär einsetzte. Bei seinem Nip-Up sprang er mit einer explosiven Bewegung aus der Rückenlage direkt in den Stand. In scheinbar aussichtsloser Lage wickelte er sich mit seinem Körper um den Hals seines Gegners – eine Technik, die effektiv wirkte.
Sein barfüßiges Auftreten verstärkte seinen Stil zusätzlich. Als Show-Act trat er 19-mal gegen einen Tiger und mehrfach gegen einen Bären an.
1961 wurde er kanadischer Staatsbürger. Während seiner Karriere trat Froelich in verschiedenen Weltregionen und Ländern auf, darunter England, Japan, Puerto Rico, Fidschi, Australien, Hawaii und Deutschland. Schwerpunkt seiner Aktivität blieb jedoch Kanada, wo er regelmäßig für die NWA antrat.
In den 1980er Jahren musste Froelich seine aktive Karriere beenden, da er unter gesundheitlichen Problemen litt. Sein Stil, der auf Geschwindigkeit und Akrobatik setzte, belastete seinen Körper stark. 1982 zog er sich endgültig aus dem Wrestling zurück.

## Tod
Nach dem Ende seiner aktiven Karriere blieb Eric Froelich in Vancouver, wo er bis zu seinem Tod lebte. Obwohl er nicht mehr selbst im Ring stand, blieb er der Wrestling-Community eng verbunden und wurde bei Veranstaltungen oft als Ehrengast geschätzt.
Am 10. Februar 2023 starb er im Alter von 85 Jahren in Vancouver, Kanada. Er hinterließ eine Ehefrau, fünf Kinder sowie zahlreiche Enkel.

## Titelgewinne
- NWA All-Star Wrestling
  -     - NWA Canadian Tag Team Championship (Vancouver Version) (1×) – mit Mr. X
- NWA Los Angeles
  - WWA International Television Tag Team Championship (1×) – mit Mighty Igor
  - NWA Americas Tag Team Championship – mit Ruben Juarez[11]
- NWA Hollywood Wrestling
  - NWA "Beat the Champ" Television Championship (1×)
- Western States Sports
  - NWA North American Tag Team Championship (Amarillo Version) – mit Ricky Romero
  - NWA Western States Tag Team Championship – mit Mr. Wrestling
- Ring Around the Northwest Hall of Fame (2009)[7]